# Аматан (муниципалитет)
Амата́н (исп. Amatán) — муниципалитет в Мексике, штат Чьяпас, с административным центром в одноимённом посёлке. Численность населения, по данным переписи 2020 года, составила 24 512 человек.

## Общие сведения
Название Amatán с языка науатль можно перевести как — место, где растёт амате (из которого индейцы делали бумагу).
Площадь муниципалитета равна 315,9 км², что составляет 0,4 % от площади штата, а наиболее высоко расположенное поселение Ла-Сельва, находится на высоте 1098 метров.
Он граничит с другими муниципалитетами Чьяпаса: на юго-востоке с Уитьюпаном, на юге с Пуэбло-Нуэво-Солистауаканом, на юго-западе с Исуатаном, на западе с Солосучьяпой и Истапангахоей, а на севере и востоке с другим штатом Мексики — Табаско.

## Учреждение и состав
Муниципалитет был образован 25 февраля 1942 года, по данным 2020 года в его состав входит 134 населённых пункта, самые крупные из которых:
| Код INEGI                  | Населённый пункт                                                                     | Численность населения (2005 год) | Численность населения (2010 год) | Численность населения (2020 год) |
| -------------------------- | ------------------------------------------------------------------------------------ | -------------------------------- | -------------------------------- | -------------------------------- |
| 005                        | Всего                                                                                | 19637                            | 21275                            | 24512                            |
| 0001                       | Аматан (исп. Amatán) 17°22′22″ с. ш. 92°49′09″ з. д. (административный центр)        | 3465                             | 3947                             | 4327                             |
| 0075                       | Реформа-и-Планада (исп. Reforma y Planada) 17°23′14″ с. ш. 92°51′58″ з. д.           | 1047                             | 1156                             | 1268                             |
| 0011                       | Эль-Кальварио (исп. El Calvario) 17°18′55″ с. ш. 92°51′01″ з. д.                     | 843                              | 851                              | 970                              |
| 0041                       | Гуадалупе-Виктория (исп. Guadalupe Victoria) 17°22′08″ с. ш. 92°52′20″ з. д.         | 631                              | 682                              | 854                              |
| 0098                       | Сан-Лоренсо (исп. San Lorenzo) 17°22′29″ с. ш. 92°55′12″ з. д.                       | 603                              | 690                              | 719                              |
| 0040                       | Франсиско-Мадеро (исп. Francisco I. Madero) 17°26′26″ с. ш. 92°55′06″ з. д.          | 520                              | 588                              | 714                              |
| 0088                       | Сан-Антонио-Трес-Пикос (исп. San Antonio Tres Picos) 17°19′19″ с. ш. 92°51′49″ з. д. | 1109                             | 929                              | 346                              |
| —                          | Прочие                                                                               | 11419                            | 12432                            | 15314                            |
| Названия на карте Генштаба |                                                                                      |                                  |                                  |                                  |

## Экономическая деятельность
По статистическим данным 2000 года, работоспособное население занято по секторам экономики в следующих пропорциях:
- сельское хозяйство, скотоводство и рыбная ловля — 85,9 %;
- промышленность и строительство — 4,6 %;
- торговля, сферы услуг и туризма — 8,4 %;
- безработные — 1,1 %.

### Сельское хозяйство
Основная выращиваемая культура — чинар, какао, кофе, кукуруза и бобы.

### Животноводство
В муниципалитете разводится крупный рогатый скот и свиньи, а также, в меньшей степени, лошади и птицы.

## Инфраструктура
По статистическим данным 2020 года, инфраструктура развита следующим образом:
- электрификация: 95,1 %;
- водоснабжение: 52,9 %;
- водоотведение: 91,9 %.

## Туризм
Туристов привлекает местная флора и фауна, представленная следующими видами:
- флора: амате, виргинская черёмуха, копальчи, сенна, пробковое дерево, энтеролобиум и прочие…
- фауна: боа, игуаны, черепахи, урубу, броненосцы, кабаны, еноты, барсуки, летучие мыши и прочие…